# Leptodon abietinus
Leptodon abietinus là một loài Rêu trong họ Leptodontaceae. Loài này được (Hook.) Kindb. mô tả khoa học đầu tiên năm 1897.